# Podari (okręg Dolj)
Podari – wieś w Rumunii, w okręgu Dolj, w gminie Podari. W 2011 roku liczyła 4028 mieszkańców.